# Волошка несправжньоблідолускова
Волошка несправжньоблідолускова (Centaurea pseudoleucolepis) — вимерла рослина родини айстрових. Один з 550 видів роду волошка, та 65 видів роду, що зростають в Україні.

## Загальна біоморфологічна характеристика
Життєва форма — гемікриптофіт. Дворічна трав'яниста рослина до 50 см заввишки. Стебло прямостояче, вище середини дуже розгалужене. Листки пірчасто- або двічіпірчасторозсічені, з вузьколінійними частками, нижні — довгочерешкові, середні та верхні — сидячі. Стебло і листки трохи павутинисті. Кошики дрібні, поодинокі на кінцях улиснених гілок, утворюють волотисте суцвіття. Обгортка яйцеподібна, 8—10 мм завдовжки, має жовтувато-зелені листочки, по краю плівчасті, внутрішні — ланцетні з яйцеподібноланцетним плівчастим придатком, решта — округлі, опуклі, на верхівці з коротким вістрям. Квітки блідо-рожеві, до білуватих. Сім'янка темно-бура, з білуватими реберцями. Цвіте у липні-серпні (в особливо посушливі роки розвиток рослин затримується, цвітіння нерясне). Плодоносить у серпні-вересні. Розмножується тільки насінням.

## Екологія
Ксерофіт, силікофіт. Зростає на гранітних відшаруваннях з бідними, супіщаними, кислими ґрунтами, в тріщинах скель.

## Поширення
Локальний ендемік приазовської височини. Зростає лише у межах відділення «Кам'яні Могили» Українського степового природного заповідника (Донецька область).

## Чисельність
Популяція повночленна, становить близько 150 тис. особин, займає площу близько 5 га, екологічна щільність 2,96 ±2,8 особини/м2. Рослини зростають поодинці, подекуди групами. Максимум припадає на рослини генеративної стадії. Чисельність популяції знижується через вузьку еколого-ценотичну амплітуду, пошкодження насінних зачатків комахами. Через вплив російської агресії підвищилась загроза знищення.

## Заходи охорони
Занесений до Червоного списку МСОП, додатку Бернської конвенції про охорону дикої флори та фауни і природних середовищ існування в Європі. Занесений до Червоної книги України, природоохоронний статус: «рідкісні». Охороняється в Українському степовому природного заповідника (відділення «Кам'яні Могили»).
Вирощують у Національному ботанічному саду імені М. М. Гришка НАН України та Донецькому ботанічному саду НАН України.

### Червоний список МСОП
У Червоному списку МСОП Centaurea pseudoleucolepis класифікується як вимерлий вид. Там зазначено, що цей вид востаннє бачили в 1930 році й відтоді він так і не був знайдений, попри великі дослідження. Припускається також, що цей вид був гібридним, а не окремим видом.